# Gunnar Kylén
Nils Gunnar Kylén, född 25 juni 1929 i Haparanda, död 22 november 1994 i Bromma, var en svensk psykolog och biträdande professor i pedagogik. 
Gunnar Kylén är framför allt känd för sin forskning om funktionsnedsättningen utvecklingsstörning. 1968–1979 var han vetenskaplig ledare för FUBs forskningsstiftelse ALA. 